# Türkische Post
Die Türkische Post war eine deutschsprachige Tageszeitung in der Türkei. Die erste Ausgabe erschien am 1. Juni 1926, die letzte am 1. August 1944. Der Redaktionssitz befand sich in Istanbul. Als direkte Vorgängerin der Türkischen Post gilt der Osmanische Lloyd.

## Gründung
Von 1908 bis 1918 erschien in Konstantinopel (Umbenennung 1930 in Istanbul) die deutschsprachige Tageszeitung Osmanischer Lloyd. Das Blatt spiegelte die Interessen der deutschen Nahostpolitik wider und wurde über die Deutsche Botschaft Konstantinopel vom Auswärtigen Amt sowie über Spenden und Anzeigen deutscher Großunternehmen finanziert. Mit dem Waffenstillstand von Mudros, den das mit Deutschland während des Ersten Weltkriegs verbundene Osmanische Reich am 30. Oktober 1918 mit Großbritannien schließen musste, war unmittelbar der Abbruch der deutsch-osmanischen Beziehungen verbunden: Nicht nur die deutschen Diplomaten und Militärs, sondern auch alle Journalisten und Zivilisten hatten binnen eines Monats das Land zu verlassen.
Erst am 3. März 1924 konnte das zur Republik umgewandelte Deutsche Reich und die am 29. Oktober 1923 gegründete Türkische Republik einen Vertrag schließen, der die Aufnahme wechselseitiger diplomatischer Beziehungen vorsah. Neuer deutscher Botschafter in Konstantinopel wurde Rudolf Nadolny, der ab Ende 1925 den Wunsch des Auswärtigen Amtes nach einer neuen deutschen Tageszeitung in der Türkei innerhalb von nur sechs Monaten in die Tat umsetzte. Vor diesem Hintergrund gilt der Osmanische Lloyd sowohl in der deutschen als auch in der türkischen Zeitungswissenschaft als Vorgängerin der Türkischen Post.
Politische Konzeption und Hauptziel der Zeitung sollte einerseits die „pressepolitische Unterstützung für die verstärkte Einführung deutscher Industrieprodukte in die Türkei“ sein. Andererseits wurde von Anbeginn primär der „politische Charakter“ der Türkischen Post als ein „Instrument zur Mitgestaltung der deutsch-türkischen Beziehungen“ betont. Finanziert werden sollte das Projekt ursprünglich ausschließlich von deutschen Wirtschaftskreisen. Diese bemängelten jedoch, dass die türkische Bevölkerung, die zumeist keine Fremdsprachenkenntnisse besaß, mit einer deutschsprachigen Zeitung nicht zu erreichen wäre.
Lediglich deutsche Großkonzerne, die auf dem türkischen Markt tätig und zugleich die führenden Unternehmen im Handel zwischen den beiden Ländern waren, wie IG Farben, Siemens, Krupp, Junkers, Deutsche Bank und Deutsche Orientbank, unterstützten das Blatt mit unregelmäßigen Spenden und Anzeigen. Faktisch konnte die Türkische Post seit ihrer Gründung nur mit Hilfe verschiedener Zahlungen des Auswärtigen Amtes überleben.
Die notwendige Konzession für die Zeitung besorgte ein Strohmann namens Ahmet Muzaffer Toydemir, die Kosten dafür in Höhe von 20.000 RM zahlte das Auswärtige Amt. Toydemir, ein deutschsprechender türkischer Journalist, fungierte vor dem Gesetz formal als Herausgeber, während tatsächlich die Führung des Blattes in deutscher Hand verblieb. Abgesehen von mehreren freien Mitarbeitern und unabhängigen Autoren, arbeiteten in der Redaktion von 1926 bis 1944 fünf festangestellte Personen, die alle von der Deutschen Botschaft bezahlt wurden: drei deutsche Journalisten, ein türkisch-deutscher Übersetzer namens Tevfik Cemal und bis 1941 Muzaffer Toydemir. Außerdem übernahm das deutsche Außenministerium die Anschaffungskosten einer Rotationsdruckmaschine in Höhe von 160.000 RM (heutige Kaufkraft 740.477,8 Euro) sowie die Kosten für Papier, Druck und Verteilung.
Als Geschäftssitz der Zeitung dienten in Beyoğlu Räumlichkeiten in der Galip Dede Caddesi Nr. 59. Die Erstausgabe der Türkischen Post mit regulärer Jahrgangszählung erschien am 1. Juni 1926. Dieser gingen bereits im April sporadisch und vom 17. Mai 1926 an täglich Nullnummern voraus. Im Zeitungskopf war als Untertitel Tageszeitung für den Nahen Osten und darunter in den ersten Jahren Organ der Deutsch-Türkischen Vereinigung (Berlin) und Türkisch-Deutschen Handelskammer (Frankfurt am Main), später zusätzlich und der Deutschen Handelskammer in Wien aufgeführt.
Von der ersten bis zur letzten Ausgabe war die Tarnung der Besitzverhältnisse und die Verschleierung der finanziellen Unterstützer von hoher Priorität für die politische Bedeutung der Zeitung, für ihre Glaubwürdigkeit und Wirksamkeit. Ein Impressum wurde erstmals am 10. Juli 1926 angegeben, laut dem das Blatt bis Anfang 1929 im Verlag „von Ritgen & Co, Beyoğlu“ und danach im Verlag der „Universum – Gesellschaft für Druckereibetrieb mbH, Beyoğlu“ (türkisch: „Universum Matbaakcilik Şirketi, Beyoğlu“) erschien. Geschäftsführer beider Unternehmen war pro forma bis 1937 der Journalist Hermann von Ritgen.
Hinter den Verlagen stand zunächst die Konkordia Literarische Gesellschaft mbh, ein deutsches Tarnunternehmen, geschaffen von Max Winkler, der als Wirtschaftsberater den Regierungen in der Weimarer Republik, im Dritten Reich und in der frühen Bundesrepublik bei der Verschleierung von staatlichen Zeitungsbeteiligungen zu Diensten stand. Winkler sagte nach dem Zweiten Weltkrieg bei den Nürnberger Prozessen aus: „Von Riga bis Konstantinopel habe ich alles, was deutsch gedruckt war, mit der Zeit in die Hand bekommen.“ Historiker bezeichnen diese Aussage für die 1920er Jahre als „tatsächlich zutreffend“, weil sich keine einzige deutschsprachige Auslandszeitung ohne die finanzielle Beteiligung der jeweiligen deutschen Regierung wirtschaftlich selbst hätte tragen können.
Die Gründung und Herausgabe von Auslandszeitungen war kein deutscher Alleingang: Auch die Botschaften Frankreichs und Großbritanniens beteiligten sich in der Türkei an der Veröffentlichung verschiedener Zeitungen und Zeitschriften in ihrer Landessprache, die ebenfalls explizit politisch fundiert waren und den einschlägigen politischen Parteien sowie Bewegungen der Zeit und ihres Landes entsprangen.

## Inhalte
Die Türkische Post erschien täglich außer sonntags. Sie konnte im In- und Ausland abonniert werden. Der Vertrieb erfolgte in der Türkei, Griechenland, Bulgarien, Persien, Syrien, Palästina, Irak, Ägypten und Afghanistan. Zur Leserschaft zählten in diesen Ländern lebende Auslandsdeutsche, überwiegend in der Türkei arbeitende deutsche Ingenieure, Vertreter, Wissenschaftler und Offiziere, aber auch in der Türkei vertretene Botschaftsangehörige anderer Länder sowie türkische Beamte und höhere Angestellte, die mit deutschen Behörden, Instituten oder Unternehmen zusammenarbeiteten.
Der Inhalt der Zeitung wurde von der deutschen Botschaft bestimmt, bis 1934 in Abstimmung mit dem Auswärtigen Amt, danach nach Vorgaben des Reichsministeriums für Volksaufklärung und Propaganda. Von Anfang April 1926 bis Ende April 1933 war Franz-Frederik Schmidt-Dumont (* 23. Februar 1882; † 29. Dezember 1952) politischer und wirtschaftlicher Schriftleiter der Türkischen Post. Er galt als hochkarätiger Nahostexperte, hatte Naturwissenschaften sowie Jura, Nationalökonomie und Sprachen (Russisch, Türkisch, Hebräisch, Polnisch, Arabisch) studiert und wechselte im Mai 1933 als Presseattaché an die Deutsche Botschaft Ankara.
Das Blatt informierte über wichtige Ereignisse in der Türkei, auf dem Balkan, im Nahen Osten und in Deutschland. Unter der Leitung von Schmidt-Dumont versuchte die Türkische Post bis 1933 sich von den politischen und weltanschaulichen Debatten in Deutschland fernzuhalten. Aber auch danach lag der Schwerpunkt bis 1938 auf umfassenden Reportagen über die enormen Errungenschaften unter Atatürk. Hervorzuheben ist, dass die Berichterstattung über die kemalistischen Reformen genauso wie über andere Ereignisse in der Türkei nicht rückblickend, sondern tagesaktuell erfolgte. Hierfür konnte die Chefredaktion neben den festangestellten Journalisten in Istanbul auf ein kleines Korrespondentennetz in Berlin, Athen, Jaffa, Kairo und zeitweilig Sofia zurückgreifen.
Der Umfang der Zeitung betrug grundsätzlich vier Seiten, bei besonderen Anlässen und Ereignissen auch deutlich mehr. Anders als beim Osmanischen Lloyd, hatte die Türkische Post einen Wirtschaftsteil, meist zwei Seiten. Mit dem Titel Der Nahe Osten war zudem der Zeitung ab 1930 zu jeden 1. und 15. des Monats eine 32-seitige Sonderbeilage über wirtschaftliche und kommerzielle Themen in der Türkei nebst Balkan und Naher Osten beigefügt. Die Türkische Post kostete 5 Kuruş, an den Tagen mit Sonderbeilagen 10 Kuruş. Die tägliche Auflage lag 1930 bei 1.400 Exemplaren, 1935 bei 1.500 und 1941 bei 2.000. Diese Anzahl erscheint aus heutiger Sicht gering, entsprach aber der Auflagenhöhe verschiedener in- und ausländischer Zeitschriften in der Türkei, beispielsweise der französischen Auslandszeitung Istanbul.
Über die Bedeutung und den Einfluss der Türkischen Post liegen unterschiedliche Urteile vor. Botschafter  Nadolny wies im Februar 1927 gegenüber dem Auswärtigen Amt darauf hin, dass „der Propagandaeffekt der Zeitung schon kurze Zeit nach ihrer Gründung sehr stark“ sei. Ebenso resümierte die spätere NS-Propaganda im Frühjahr 1940, dass „die Wirkung der gutgeleiteten Türkischen Post größer“ sei, „als die verhältnismäßig kleine Auflage vermuten“ ließe.
In der neueren Forschung werden der Einfluss und die Propagandaeffekte der Zeitung auf die türkische Politik insbesondere während der NS-Zeit von einigen türkischen Historikern als gering, bis hin zu bedeutungslos charakterisiert. Andere weisen explizit darauf hin, dass die Türkische Post regelmäßig von anderen türkischen Zeitungen zitiert wurde und es ihr sehr häufig gelang, eigene Darstellungen und Kommentare in die türkische Presse einzubringen.

## Verbote
Mit der Machtübernahme Adolf Hitlers wurde die Verlagspolitik der Zeitung dem Reichsministerium für Volksaufklärung und Propaganda (RMVP) unter der Leitung von Joseph Goebbels unterstellt. Damit erfolgte in finanzieller und redaktionspolitischer Hinsicht die Betreuung der Türkischen Post nicht mehr über das Auswärtige Amt, sondern vom 24. März 1933 bis zum 1. August 1944 über die Auslandspressebüro GmbH, eine von Max Winkler geleitete Tochtergesellschaft des RMVP.
Nach der Beförderung Schmidt-Dumonts übernahm Heinz Mundhenke die Leitung der Chefredaktion bis zum 31. Dezember 1937. Formaler Eigentümer der Zeitung blieb Muzaffer Toydemir bis zu seinem Tod am 29. Mai 1943. Danach erlangte Tevfik Cemal diese Position. Während dieser Zeit wurden die drei festangestellten deutschen Mitarbeiter mehrmals ausgetauscht. Unter Mundhenkes Regie bekam die Türkische Post wöchentlich mehr Beilagen, wie Die Hausfrau mit Koch- und Einkaufstipps, sowie Beilagen, die sich mit Archäologie in der Türkei, Technik und Literatur befassten. In den täglichen Ausgaben huldigten die Redakteure zunehmend die „historisch deutsch-osmanische Verbundenheit“ und die türkische autoritäre Regierung.
Am 1. Januar 1938 wurde Heinz Mundhenke vom RMVP durch Eduard Schaefer ersetzt. Unter dessen Ägide vollzog das Blatt inhaltlich einen radikalen Bruch. Fortan standen die Weltpolitik und die Geschehnisse in Deutschland im Sinne der nationalsozialistischen Propaganda im Vordergrund. Fast alle Meldungen wurden wörtlich vom Deutschen Nachrichtenbüro übernommen und Neuigkeiten der Agentur Anatolien kaum noch verwendet. Mit Beginn des Zweiten Weltkriegs griff das Blatt offensiv Frankreich und Großbritannien pejorativ an, womit die türkische Regierung, die eine Politik der Neutralität verfolgte, unter Druck geriet.
Vor allem die britische Regierung wollte die Türkei mit allen Mitteln auf ihre Seite ziehen; und die deutsche Führung wollte genau das um jeden Preis verhindern. Neben dem Auswärtigen Amt, boten der SD und das RMVP erhebliche finanzielle Mittel auf, um die Türkei als stabilen Bündnispartner zu gewinnen oder zumindest als neutralen Staat zu erhalten. Die türkische Regierung zeigte jedoch keine Neigung, sich einer der beiden Kriegsparteien anzuschließen und ging sowohl gegen antideutsche Propaganda der Alliierten wie auch gegen antibritische Berichterstattung deutscher Journalisten in der Türkei vor.
Nachdem die deutsche Botschaft in den ersten Monaten des Zweiten Weltkriegs im Verlag der Türkischen Post Broschüren drucken ließ, in denen sie aggressiv Frankreich und Großbritannien attackierte, sah sich die Türkei alliierten Vorwürfen der Neutralitätsverletzung und Kollaboration mit Deutschland ausgesetzt. In der Folge erließ die zuständige Behörde ein Verbot der Zeitung vom 29. März bis zum 30. April 1940. Gegenüber den Deutschen wurde allerdings ein anderer Grund für die vorübergehende Schließung aufgeführt; nämlich, dass die Redaktion in der Ausgabe vom 7. Februar 1940 die türkische Außenpolitik kritisiert habe, indem sie in einer Karte Ostanatoliens die Provinzen Kars, Erzurum und Ağrı als „Armenien“ bezeichnete.
Schließlich schaltete sich der im April 1939 zum neuen Botschafter in Ankara berufene Franz von Papen in die Angelegenheit ein. Nach intensiven diplomatischen Verhandlungen verpflichtete sich Eduard Schaefer, in der (Zitat) „heiklen Armenier-Frage vorsichtiger zu sein und künftig in Übereinstimmung mit den nationalen Empfindlichkeiten der Türkei zu agieren“, womit die Türkische Post am 1. Mai 1940 wieder herausgegeben werden konnte. Danach verlief die Zusammenarbeit der Redaktion mit den türkischen Behörden über vier Jahre absolut reibungslos.
Im Ergebnis der Casablanca-Konferenz (Januar 1943) traf sich der britische Premierminister Winston Churchill mit dem türkischen Ministerpräsidenten İsmet İnönü in Adana und musste feststellen, dass Ankara nicht gewillt war, seine Außenpolitik grundlegend zugunsten der Alliierten zu ändern. Die Türkei hielt es im Gegenteil für angebracht, am 19. April 1943 ein neues Handelsabkommen mit Deutschland abzuschließen und im Juli 1943 eine hochrangige Militärabordnung nach Besichtigung des Atlantikwalls und der Ostfront von Hitler empfangen zu lassen, worüber die Türkische Post mit eigenen Korrespondenten exklusiv berichten konnte.
Unter Androhung von Handelsembargos und militärischen Maßnahmen verschärften die Alliierten, allen voran die Sowjetunion und England, gegen Ende 1943 den Ton gegenüber der türkischen Regierung. Diese versuchte wiederum öffentlichkeitswirksam ihre Neutralität zu beweisen, unter anderem damit, indem sie aufgrund einer politischen Karikatur über Viktor Emanuel III., King Georg und Stalin am 16. Februar 1944 auf Seite 4 der Türkischen Post mit einem erneuten Verbot der Zeitung reagierte. Dieses trat am 17. Februar in Kraft und blieb bis zum 10. April 1944 wirksam. Gemäß dem damaligen türkischen Presserecht rechtfertigte die Karikatur kein Verbot. Türkische Historiker gehen davon aus, dass die Schließung allein deshalb erfolgte, um die türkisch-britischen Beziehungen nicht zu schädigen, und erneut nur irgendein Grund dafür herhalten musste.
Die letzten Monate bis zur Einstellung der Zeitung konzentrierte sich die Redaktion darauf, ihre Leserschaft mit der wiederholten Argumentation zu überzeugen, dass die Neutralität der türkischen Regierung Europa vor der Expansion des Bolschewismus auf dem Kontinent schütze und die Türkei mit der Einhaltung der neutralen Politik eine wichtige Pflicht in Europa erfülle. Die letzte Ausgabe der Türkischen Post erschien am 1. August 1944. Einen Tag später brach die türkische Regierung auf Druck der Alliierten die Beziehungen zu Deutschland ab. Die Führungskräfte der Zeitung mussten, wie alle nicht als Emigranten anerkannte Deutschen, die Türkei verlassen und kehrten am 6. August 1944 zusammen mit 200 anderen Ausgewiesenen in einem Sonderzug von Istanbul nach Deutschland zurück.
Vor seiner Abreise übertrug Eduard Schaefer in Absprache mit der Deutschen Botschaft die Eigentumsrechte der Druckerei nebst Guthaben, darunter sechs Monatsgehälter für alle Mitarbeiter, auf Tevfik Cemal, um den Betrieb vor einer Beschlagnahmung durch die türkischen Behörden zu bewahren. Cemal hielt sich jedoch an keine der getroffenen Absprachen und verkaufte kurze Zeit später den Betrieb und behielt sämtliches Geld. Einerseits stellte sein Verhalten einen klaren Vertrauensbruch und Betrug dar, anderseits konnte nichts dagegen unternommen werden, da kein türkisches Gericht den Einwand, die Übertragung sei als Scheinverkauf nur treuhänderisch erfolgt, anerkannt hätte.

## Sonstiges
- Fast alle ehemalige Journalisten der Türkischen Post erlangten nach Gründung der Bundesrepublik führende Positionen im deutschen Pressewesen, speziell bei der Deutschen Presse-Agentur und erneut bei der Deutschen Botschaft in Ankara als Presseverantwortliche.[26]
- Subventioniert mit Zuschüssen des Auswärtigen Amtes erschien von 1951 bis 1968 in Istanbul zweimal im Monat die vorwiegend deutschsprachige Zeitung Türkisch-Deutsche Post.[27]
- Zudem brachte vom 1. Mai 1954 bis zum 20. Dezember 1997 die Deutsch-Türkische Gesellschaft monatlich die Zeitschrift Mitteilungen mit einer Auflage von 2.500 Exemplaren im In- wie im Ausland heraus.[20]

## Mitwirkende (Auswahl)
- Ahmet Ağaoğlu (freier Journalist)
- Franz von Caucig (Redakteur)
- Tevfik Cemal (Übersetzer und Inhaber ab 1943)
- Herbert W. Duda (Lektor und Theaterrezensent)
- Josef Hans Lazar (Korrespondent)
- Heinz Mundhenke (Chefredakteur, 1933–1937)
- Hermann von Ritgen (Journalist und Verleger)
- Eduard Schaefer (Chefredakteur, 1938–1944)
- Franz Frederik Schmidt-Dumont (Chefredakteur, 1926–1933)
- Peyami Safa (freier Journalist)
- Georg Streiter (Autor)
- Ahmet Muzaffer Toydemir (Journalist und Inhaber bis 1943)